# صباح ناصر المحمد الصباح
الشيخ صباح ناصر المحمد الأحمد الصباح (1970 -)، مستشار بمكتب وزير شؤون الديوان الأميري الكويتي. وهو النجل الأكبر لرئيس وزراء الكويت الأسبق الشيخ ناصر المحمد الأحمد الصباح.

## حياته الأسرية
تزوج مرتين، الأولى من الشيخة رابعة خالد الأحمد الصباح، وأنجبا: علياء، والمرة الثانية: من السيدة أروى عبد الله يوسف حمد بودي، وأنجبا: بدر ومنيرة.